# آنتون شماس
آنتون شماس (۱۸۸۷ – ۱۹۵۸) حقوق‌دان و نویسنده عراقی بود. بررسی‌هایی در تجارت دریایی، بررسی‌هایی در تجارت خشکی، شرح قانون تجارت در خشکی در تفلیس، مبادی حقوقی قانون اساسی از آثار اوست. 